# 후카에정
후카에정(深江町)은  시마바라반도에 있던 정으로 미나미타카키군에 속했다.
2006년 3월 31일, 주변 7정과 대등합병, 시로 승격해, 미나미시마바라시가 되어 소멸하였다.

## 지리
시마바라 반도의 동쪽에 위치해 있다. 

## 역사
- 1889년 4월 1일 - 정촌제 시행에 의해 미나미타카키군 후카에촌이 성립하였다.
- 1962년 5월 3일 - 정으로 승격해 후카에정이 되었다.
- 2006년 3월 31일 - 구치노쓰정·미나미아리마정·가즈사정·니시아리에정·아리에정·후쓰정·가즈사정과 합병, 시로 승격해 미나미시마바라시가 성립하였다. 후카에정은 자치체로서는 소멸하였다.

## 교통

### 도로
- 국도 57호선
- 국도 251호선